# Факелы свободы
Акция «Факелы свободы» — кампания по развитию табачного рынка в США, одна из главных работ американского пиарщика Э. Бернейса. В результате проведения данной кампании возникли масштабные сдвиги в культуре американского общества.

## История явления
На сегодняшний день при виде женщины с сигаретой не возникает удивление, однако ещё в начале XX века это было немыслимо. В США курение считалось вульгарностью и недостойным поведением для женщины. Ситуацию изменил Эдвард Бернейс, который по заказу табачной компании Lucky Strike не только легализировал курение, но и сделал его популярным среди женщин.
Г. Г. Почепцов пишет о том, что исторически всё произошло после того, как племянник Зигмунда Фрейда (мать Бернейса была сестрой Фрейда, кроме того отец Бернейса был братом жены Фрейда), послал своему дяде после Первой мировой войны дефицитные сигары. Зигмунд Фрейд в ответ прислал ему свою книгу «Введение в психоанализ». И из неё Бернейс берет идею о том, что люди не только эмоциональны, но и иррациональны, и начал искать пути воздействия на эмоции с помощью символов, а американские корпорации — «привязывать» свои массовые продукты к неосознаваемым желаниям.
Весьма подробно история данного явления рассмотрена Я. И. Трофимовым. Как он отмечает, в 1929 году табачная компания Lucky Strike стремилась расширить свою клиентуру за счёт женщин и обратилась с этой задачей к Э.Бернейсу. При разработке этой кампании Бернейс обратился за консультацией к ученику Фрейда, психоаналитику Бриллу. Бернейс пытался выяснить, что сигареты значат для женщин. Ответ Брилла был следующий: «Сигареты — это факелы свободы для женщин. Они хотят курить, чтобы драматизировать запрет со стороны мужчин». Опираясь на эту идею, Бернейс устроил в Нью-Йорке 1 апреля 1929 года парад свободы, участвующие в нём женщины несли факелы в виде зажжённых сигарет в знак протеста против запрета на курение. Для мероприятия Бернейс привлёк известную феминистку Руд Хейл. В своём выступлении она заявила: «Женщины! Зажгите свой факел свободы! Боритесь с ещё одним сексистским табу!».
В рамках этой кампании использовались разнообразные методы. Фотографии курящих женщин размещались в общественных местах, в журналах и газетах. Распространялась информация о том, что никотин снимает стресс и способствует похудению. Самым успешным ходом было присвоение сигаретам символического названия «факелов свободы». По заказу Бернейса врачи распространяли ложную информацию о том, что курение помогает пищеварению, а оперные певцы лгали, что курение улучшает голос. Через феминисток среди подруг жены Бернейс рекламировал сигареты как символ женской независимости. Для закрепления мнения в массовом сознании был придуман лозунг: «Выбери „Лаки“, а не сласти». Образ романтичной и стильной курящей женщины массово, на протяжении многих лет, внедрялся в фильмы, произведения искусства так называемого периода раннего декаданса. Это был один из первых примеров контекстного брендинга с целью создания и насаждения женщинам определённой потребности — потребности курить.
«Факелы свободы» произвели настоящий фурор в Нью-Йорке. По данным Американской медицинской ассоциации в 1923 году женщины потребляли 5 % сигарет, в 1929 году этот показатель увеличился до 12 %, а в 1935 году доля сигарет, приобретённых женщинами, составила 18,1 %. Этот показатель достиг своего пика в 33,3 % в 1965 году и оставался на этом уровне до 1977 года. Р. Болдырев пишет касаемо прибыли табачных компаний, что сегодня уже неизвестно, однако можно предположить о том, что они были весьма значительные. В итоге, примерно за 20 лет Э. Бернейс превратил сигареты и курение в обязательный атрибут эмансипированной женщины, а сигареты Lucky Strike — в одну из самых известных марок сигарет не только в США, но и в Европе.
Психоаналитик Александр Гершель указывает: «Бернейс построил свой символ очень грамотно. Дело не только в том, что он связал сигарету, факел и столь вожделенную всеми свободу. В этой триаде был ещё четвёртый элемент, о котором женщинам знать не полагалось. Во всех проектах Бернейс всегда использовал психоанализ. Ведь он двойной племянник Фрейда и его жены Марты. Сигарета была одним из мужских символов, который всегда подсознательно вызывал влечение и зависть женщины. И провокация Бернейса позволила дамам легко „овладеть“ им — достаточно было лишь закурить».
Как правильно заметил А. Мельников, «удивительная вещь: приучивший миллионы курить, Бернейс в 1960-е годы стал консультировать знаменитую организацию „Движение по борьбе с курением и за здоровье“». В это время он писал: «Если бы в 1928 году я знал про курение то, что знаю сегодня, я не стал бы работать с „Американ тобакко“».

### Роль и влияние на общество
Племянник Зигмунда Фрейда был нацелен на убеждения масс, основанного не на разуме, а на манипуляции подсознательными чувствами и импульсами. Причем эффективность подхода Бернейса, в котором он совмещал психоанализ и теорию об архетипах с социальными науками, сомнений не вызывает. И чтобы убедиться в этом, достаточно лишь посмотреть вокруг. Бернейс смог добиться того, что из поколения в поколение молодые люди верят, что сигарета в зубах — признак привлекательности и силы. Благодаря Бернейсу один из видов наркотической зависимости стал символом свободы. С тех пор прошло много времени, поменялись законы, изменились люди, но прибыль производителей сигарет по-прежнему колоссальная, и от своих целей они отказываться никогда не собирались и не собираются. Ежедневно придумываются новые способы пропаганды, нацеленные в первую очередь на женщин и детей.